# Камышинский округ
Камышинский округ — административно-территориальная единица Нижне-Волжского края, существовавшая в 1928—1930 годах.
Камышинский округ был образован в 1928 году. Центром округа был назначен город Камышин.
По данным на 1929 год округ делился на 7 районов:
- Даниловский (центр — слобода Даниловская)
- Еланский (центр — слобода Елань)
- Камышинский (центр — город Камышин)
- Красноярский (центр — село Красный Яр)
- Николаевский (центр — село Николаевск)
- Ольховский (центр — село Ольховка)
- Руднянский (центр — село Рудня)

30 июля 1930 года Камышинский округ, как и большинство остальных округов СССР, был упразднён. Его районы отошли в прямое подчинение Нижне-Волжского края.